# Championnat d'Égypte de football 2004-2005
Navigation
Saison précédente Saison suivante
La saison 2004-2005 du Championnat d'Égypte de football est la 48e édition du championnat de première division égyptien. Quatorze clubs égyptiens prennent part au championnat organisé par la fédération. Les équipes sont regroupées au sein d'une poule unique où elles rencontrent leurs adversaires deux fois, à domicile et à l'extérieur. À l'issue du championnat, les trois derniers du classement sont relégués et remplacés par les trois meilleures équipes de D2.
C'est le club d'Al Ahly SC qui remporte la compétition, après avoir terminé invaincu en tête du classement final, avec... trente et un points d'avance sur l'ENPPI Club et trente-cinq sur le club d'Haras El Hodood. C'est le 30e titre de champion d'Égypte de l'histoire du club, qui réalise un parcours quasi parfait (24 victoires et 2 matchs nuls). Le double tenant du titre, le Zamalek SC, ne prend que la 6e place au classement, avec 38 points de retard sur Al-Ahly.

## Les clubs participants
| - Al Ahly SC - Zamalek SC - Ittihad Alexandrie - Ismaily SC - Baladiyyat El Mahallah - Suez Ciment - Promu de D2 - ENPPI Club | - El Geish El Masry - Promu de D2 - Al Mansourah Sporting Club - Assiout Cement - Promu de D2 - Tersana SC - Al-Masry Club - Ghazl El Mahallah - Haras El Hodood |

## Compétition

### Classement
Le classement est établi sur le barème de points classique (victoire à 3 points, match nul à 1, défaite à 0).
| Rang | Équipe                     | Pts | J  | G  | N  | P  | Bp | Bc | Diff |
| ---- | -------------------------- | --- | -- | -- | -- | -- | -- | -- | ---- |
| 1    | Al Ahly SC (C1)            | 74  | 26 | 24 | 2  | 0  | 59 | 13 | +46  |
| 2    | ENPPI Club C               | 43  | 26 | 11 | 10 | 5  | 43 | 26 | +17  |
| 3    | Haras El Hodood            | 39  | 26 | 10 | 9  | 7  | 42 | 33 | +9   |
| 4    | Ismaily SC                 | 39  | 26 | 10 | 9  | 7  | 30 | 25 | +5   |
| 5    | Suez Ciment P              | 37  | 26 | 10 | 7  | 9  | 29 | 31 | -2   |
| 6    | Zamalek SC T               | 36  | 26 | 9  | 9  | 8  | 37 | 30 | +7   |
| 7    | Al-Masry Club              | 32  | 26 | 7  | 11 | 8  | 29 | 22 | +7   |
| 8    | Ghazl El Mahallah          | 31  | 26 | 8  | 7  | 11 | 25 | 28 | -3   |
| 9    | Ittihad Alexandrie         | 31  | 26 | 9  | 4  | 13 | 25 | 37 | -12  |
| 10   | El Geish El Masry P        | 30  | 26 | 7  | 9  | 10 | 23 | 33 | -10  |
| 11   | Assiout Cement P           | 29  | 26 | 7  | 8  | 11 | 24 | 36 | -12  |
| 12   | Baladiyyat El Mahallah     | 26  | 26 | 6  | 8  | 12 | 27 | 42 | -15  |
| 13   | Tersana SC                 | 25  | 26 | 6  | 7  | 13 | 25 | 42 | -17  |
| 14   | Al Mansourah Sporting Club | 20  | 26 | 4  | 8  | 14 | 18 | 38 | -20  |

| Légende : Qualifications et relégations | Légende : Qualifications et relégations                                                                                |
| --------------------------------------- | --- |
|                                         | Qualification pour la Ligue des champions 2006                                                                         |
|                                         | Qualification pour la Coupe de la CAF 2006                                                                             |
|                                         | Relégation directe en deuxième division                                                                                |
|                                         | T : Tenant du titre C : Vainqueur de la Coupe d'Égypte P : Promu de D2 (C1) : Vainqueur de la Ligue des champions 2005 |

## Bilan de la saison
| Championnat d'Égypte de football 2004-2005 |                              |
| Champion                                   | Al Ahly SC (30e titre)       |
| Coupes et trophées                         |                              |
| Vainqueur de la Coupe d'Égypte 2004-2005   | ENPPI Club                   |
| Vainqueur de la Supercoupe d'Égypte        | Al-Moqaouloun                |
| Qualifications continentales               |                              |
| Ligue des champions 2006                   | Al Ahly SC (tenant du titre) |
| Ligue des champions 2006                   | ENPPI Club                   |
| Coupe de la CAF 2006                       | Haras El Hodood              |
| Coupe de la CAF 2006                       | Ittihad Alexandrie           |
| Promotions et relégations                  |                              |
| Promus en Egyptian Premier League          | Aluminium Nag Hammadi        |
| Promus en Egyptian Premier League          | Al Koroum                    |
| Promus en Egyptian Premier League          | Al-Moqaouloun                |
| Relégués en Egyptian Second League         | Baladiyyat El Mahallah       |
| Relégués en Egyptian Second League         | Tersana SC                   |
| Relégués en Egyptian Second League         | Al Mansourah Sporting Club   |